# Сатурн (премія, 2006)
32-а церемонія вручення нагород премії «Сатурн» за заслуги в царині кінофантастики, зокрема в галузі наукової фантастики, фентезі та жахів за 2005 рік, яка відбулася 2 травня 2006 року.

## Лауреати і номінанти
Нижче наведено повний список номінантів та переможців. Переможці виділені жирним шрифтом.

### Фільми
| Найкращий актор | Найкраща акторка |
| --- | --- |
| - Крістіан Бейл — за роль Брюса Вейна / Бетмен у фільмі Бетмен: Початок - Вігго Мортенсен — за роль Тома Столла у фільмі Виправдана жорстокість - Роберт Дауні (молодший) — за роль Гаррі Локгарта у фільмі Поцілунок навиліт - Пірс Броснан — за роль Джуліана Нобла у фільмі Матадор - Гейден Крістенсен — за роль Енакіна Скайвокера / Дарта Вейдера у фільмі Зоряні війни: Помста ситхів - Том Круз — за роль Рея Фер'є у фільмі Війна світів | - Наомі Воттс — за роль Енн Дерроу у фільмі Кінг-Конг - Тільда Свінтон — за роль Білої Чаклунки у фільмі Хроніки Нарнії: Лев, чаклунка та шафа - Лора Лінні — за роль Ерін Брунер у фільмі Шість демонів Емілі Роуз - Джоді Фостер — за роль Кайлі Претт у фільмі Ілюзія польоту - Рейчел Макадамс — за роль Лізи Райсерт у фільмі Нічний рейс - Наталі Портман — за роль Падме Амідали у фільмі Зоряні війни. Епізод III: Помста ситхів                                                                             |
| Найкращий актор другого плану | Найкраща акторка другого плану |
| - Міккі Рурк — за роль Марва у фільмі Місто гріхів - Вільям Герт — за роль Річі Кьюсака у фільмі Виправдана жорстокість - Вел Кілмер — за роль Перрі ван Шрайка у фільмі Поцілунок навиліт - Єн Макдермід — за роль Палпатіна/Дарт Сідіус у фільмі Зоряні війни: Помста ситхів - Кілліан Мерфі — за роль Джексона Ріппнера у фільмі Нічний рейс - Ліам Нісон — за роль Анрі Дюкарда/Ра'с аль Гула у фільмі Бетмен: Початок                        | - Саммер Глау — за роль Рівер у фільмі Місія Сереніті - Кеті Голмс — за роль Рейчел Доуз у фільмі Бетмен: Початок - Дженніфер Карпентер — за роль Емілі Роуз у фільмі Шість демонів Емілі Роуз - Мішель Монаган — за роль Хармоні Фейт Лейн у фільмі Поцілунок на виліт - Джессіка Альба — за роль Ненсі Каллаган у фільмі Місто гріхів - Джина Роулендс — за роль Вайолет Деверо у фільмі Ключ від усіх дверей |
| Найкращий молодий актор чи акторка | Найкращий сценарій |
| - Дакота Фаннінг — за роль Рейчел Ферр'є у фільмі Війна світів - Алекс Етель — за роль Деміан Каннінгем у фільмі Мільйони - Фредді Гаймор — за роль Чарлі Бакета у фільмі Чарлі і шоколадна фабрика - Джош Гатчерсон — за роль Волтера у фільмі Затура: Космічна пригода - Вільям Моузлі — за роль Пітера Певенсі у фільмі Хроніки Нарнії: Лев, чаклунка та шафа - Деніел Редкліфф — за роль Гаррі Поттера у фільмі Гаррі Поттер і келих вогню    | - Крістофер Нолан та Девід С. Ґоєр — Бетмен: Початок - Стів Кловз — Гаррі Поттер і келих вогню - Девід Кепп — Війна світів - Джордж Лукас — Зоряні війни: Помста ситхів - Енн Пікок, Ендрю Адамсон, Крістофер Маркус і Стівен Макфілі — Хроніки Нарнії: Лев, чаклунка та шафа - Френ Волш, Філіппа Боєнс та Пітер Джексон — Кінг-Конг |
| Найкращий режисер | Найкращий костюм |
| - Пітер Джексон — Кінг-Конг - Стівен Спілберг — Війна світів - Ендрю Адамсон — Хроніки Нарнії: Лев, чаклунка та шафа - Джордж Лукас — Зоряні війни: Помста ситхів - Майк Ньювел — Гаррі Поттер і келих вогню - Крістофер Нолан — Бетмен: Початок | - Ісіда Муссенден — Хроніки Нарнії: Лев, чаклунка та шафа - Террі Райан — Кінг-Конг - Джені Теміме — Гаррі Поттер і келих вогню - Тріша Біггар — Зоряні війни: Помста ситхів - Габріелла Пескуччі — Чарлі і шоколадна фабрика - Лінді Хеммінг — Бетмен: Початок |
| Найкращий грим | Найкращі спецефекти |
| - Говард Бергер, Ніккі Гулі та Грег Нікотеро — Хроніки Нарнії: Лев, чаклунка та шафа - Річард Тейлор, Джіно Асеведо, Доміні Тілл та Пітер Кінг — Кінг-Конг - Говард Бергер та Грег Нікотеро — Земля мертвих - Дейв Елсі, Лу Елсі та Ніккі Гулі — Зоряні війни: Помста ситхів - Нік Дадман та Аманда Найт — Гаррі Поттер і келих вогню - Говард Бергер та Грег Нікотеро — Місто гріхів                                                             | - Джо Леттері, Річард Тейлор, Крістіан Ріверс та Браян Вант Хал — Кінг-Конг - Янек Сіррс, Ден Гласс, Кріс Корбоулд та Пол Дж. Франклін — Бетмен: Початок - Денніс Мурен, Пабло Хелман, Ренді Дутра та Ден Судік — Війна світів - Джим Мітчелл, Тім Александер, Тімоті Веббер та Джон Річардсон — Гаррі Поттер і келих вогню - Дін Райт, Білл Вестенхофер, Джим Берні та Скотт Фаррар — Хроніки Нарнії: Лев, чаклунка та шафа - Джон Нолл, Роджер Гайєтт, Роб Коулман та Браян Джернанд — Зоряні війни: Помста ситхів |
| Найкраща музика | Найкращий науково-фантастичний фільм |
| - Джон Вільямс — Зоряні війни: Помста ситхів - Ганс Циммер та Джеймс Ньютон Говард — Бетмен: Початок - Джон Вільямс — Війна світів - Патрік Дойл — Гаррі Поттер і келих вогню - Джон Оттман — Поцілунок навиліт - Денні Ельфман — Чарлі і шоколадна фабрика | - Зоряні війни. Епізод III: Помста ситхів - Фантастична четвірка - Острів - Піджак - Місія «Сереніті» - Війна світів |
| Найкращий пригодницький фільм, бойовик чи трилер | Найкращий фентезійний фільм |
| - Місто гріхів - Ілюзія польоту - Виправдана жорстокість - Поцілунок на виліт - Містер і місіс Сміт - Олдбой - Нічний рейс | - Бетмен: Початок - Чарлі і шоколадна фабрика - Хроніки Нарнії: Лев, чаклунка та шафа - Гаррі Поттер і Кубок вогню - Кінг-Конг - Затура: Космічна пригода |
| Найкращий фільм жахів | Найкращий анімаційний фільм |
| - Шість демонів Емілі Роуз - Костянтин: Володар темряви - Земля мертвих - Пила 2 - Ключ від усіх дверей - Вовча яма | - Труп нареченої - Курча Ціпа - Гуд підморгнув - Мандрівний замок - Мадагаскар - Воллес і Громіт: Прокляття кролика-перевертня |

### Телебачення
| Найкращий телесеріал | Найкращий телесеріал, зроблений для кабельного телебачення |
| --- | --- |
| - Загублені (ABC) - Таємниці Смолвіля (WB) - Надприродне (WB) - Поверхня (NBC) - Вероніка Марс (UPN) - Втеча з в'язниці (Fox) - Вторгнення (ABC) | - Зоряний крейсер «Галактика» (Syfy) - Зоряна брама: SG-1 (Syfy) - 4400 (USA Network) - Зоряна брама: Атлантида (Syfy) - Частини тіла (FX) - Шукачка (TNT) |
| Найкращий телеактор | Найкраща телеакторка |
| - Метью Фокс — Загублені (ABC) за роль Джека Шепарда - Вентворт Міллер — Втеча з в'язниці (Fox) за роль Майкла Скофілда - Том Веллінг — Таємниці Смолвіля (ABC) за роль Тома Андерлея - Вільям Фіхтнер — Вторгнення (TNT) за роль Флінна Карсона - Джуліен Макмайон — Частини тіла (FX) за роль Крістіана Троя - Бен Браудер — Зоряна брама: SG-1 (SyFy) за роль Кемерона Мітчелла             | - Крістен Белл — Вероніка Марс (UPN) за роль Вероніки Марс - Патриція Аркетт — Медіум (NBC) за роль Елісон Дюбуа - Еванджелін Ліллі — Загублені (ABC) за роль Кейт Остін - Дженніфер Гарнер — Шпигунка (ABC) за роль Сідні Брістов - Дженніфер Лав Г'юїтт — Та, що говорить з привидами (CBS) за роль Мелінди Гордон - Крістін Кройк — Таємниці Смолвіля (WB) за роль Лани Ленг       |
| Найкращий телеактор другого плану | Найкраща телеакторка другого плану |
| - Джеймс Калліс — Зоряний крейсер «Галактика» (SyFy) за роль Гая Балтара - Террі О'Квінн — Загублені (ABC) за роль Джона Лока - Майкл Розенбаум — Таємниці Смолвіля (WB) за роль Лекса Лютора - Адевале Акінуойє-Агбадже — Загублені (ABC) за роль Містера Еко - Джеймі Бамбер — Зоряний крейсер «Галактика» (SyFy) за роль Лекса Лютора - Сем Нілл – Трикутник (SyFy) за роль Еріка Беніролла | - Кеті Сакгофф — Зоряний крейсер «Галактика» (Syfy) за роль Кари Трейс - Мішель Родрігес — Загублені (ABC) за роль Ани-Лусії Кортес - Еллісон Мек — Таємниці Смолвіля (WB) за роль Хлої Салліван - Еріка Дюранс — Таємниці Смолвіля (WB) за роль Лоїс Лейн - Кетрін Белл — Трикутник (Syfy) за роль Емілі Паттерсон - Клаудія Блек — Зоряна брама: SG-1 (Syfy) за роль Вали Мал Доран |
| Найкраща телевізійна презентація | |
| - Трикутник (SyFy) - Майстри жахів (Showtime) - Одкровення (NBC) - На захід (TNT) - Категорія 7: Кінець світу (CBS) - Таємничий острів (Hallmark Channel) | |

### Домашня колекція
| Найкращий DVD або Blu-ray фільм | Найкращий DVD класичний фільм |
| --- | --- |
| - Рей Гаррігаузен (Колекція ранніх років) - Куб Зеро - Дзвінки: Володар уболівальників - Бу - Біонікле 3: Мережа тіней - Мертвий сніданок                                    | - Чарівник країни Оз (Колекціонне видання на трьох дисках до 65-ї річниці) - Кінг-Конг (Спеціальне 2 дискове видання) - Муха (Спеціальне 2 дискове видання) - Титанік (Спеціальне колекційне видання на трьох дисках) - Гладіатор (Розширене видання на трьох дисках) - Бен-Гур (Колекціонне видання на чотирьох дисках до 45-ї річниці) |
| Найкращий DVD або Blu-ray спецвипуск | Найкращий телевізійний DVD-реліз |
| - Місто гріхів - Лемоні Снікет: 33 нещастя - Суперсімейка - Донні Дарко - Вічне сяйво чистого розуму - Пила: Гра на виживання                                                | - Загублені (1 сезон) - Зоряний крейсер «Галактика» (Сезони 1 і 2.0) - Зоряний шлях: Ентерпрайз (Повна серія) - Таємниці Смолвіля (4 сезон) - Доктор Хаус (1 сезон) - Франкенштейн |
| Найкраща колекція DVD фільмів | Найкращий ретро-серіал на DVD |
| - Колекція Бела Лугоші - Бетмен: Антологія кінофільмів - Молот: Серія жахів - Гарольд Ллойд: Комедійна збірка 1-3 - Театр таємничої науки 3000: 7 і 8 - Вел Льютон: Колекція | - Найбільший американський герой — Повна серія - Альфред Хічкок представляє — 1 сезон - Третя планета від Сонця — Сезони 1 і 2 - Колчак: Нічний сталкер — Повна серія - Пригоди Супермена — 1 сезон - Агентство «Місячне сяйво» — Сезони 1 і 2                                                                                           |

### Особливі нагороди
| Нагорода                                                    | Лауреати          |
| ----------------------------------------------------------- | ----------------- |
| Меморіальна премія Джорджа Пала (George Pal Memorial Award) | • Рей Гаррігаузен |
| Нагорода «Вихідна зірка» (Rising Star Award)                | • Брендон Раут    |
| Виставка кінорежисера (Filmmaker's Showcase Award)          | • Шейн Блек       |